# IGFBP6
IGFBP6 (англ. Insulin like growth factor binding protein 6) – білок, який кодується однойменним геном, розташованим у людей на короткому плечі 12-ї хромосоми. Довжина поліпептидного ланцюга білка становить 240 амінокислот, а молекулярна маса — 25 322.
| 10         |  | 20         |  | 30         |  | 40         |  | 50         |
| ---------- |  | ---------- |  | ---------- |  | ---------- |  | ---------- |
| MTPHRLLPPL |  | LLLLALLLAA |  | SPGGALARCP |  | GCGQGVQAGC |  | PGGCVEEEDG |
| GSPAEGCAEA |  | EGCLRREGQE |  | CGVYTPNCAP |  | GLQCHPPKDD |  | EAPLRALLLG |
| RGRCLPARAP |  | AVAEENPKES |  | KPQAGTARPQ |  | DVNRRDQQRN |  | PGTSTTPSQP |
| NSAGVQDTEM |  | GPCRRHLDSV |  | LQQLQTEVYR |  | GAQTLYVPNC |  | DHRGFYRKRQ |
| CRSSQGQRRG |  | PCWCVDRMGK |  | SLPGSPDGNG |  | SSSCPTGSSG |  |            |

A: Аланін

C: Цистеїн

D: Аспарагінова кислота

E: Глутамінова кислота

F: Фенілаланін

G: Гліцин

H: Гістидин

K: Лізин

L: Лейцин

M: Метіонін

N: Аспарагін

P: Пролін

Q: Глутамін

R: Аргінін

S: Серин

T: Треонін

V: Валін

W: Триптофан

Секретований назовні.